# Solar de Burgues

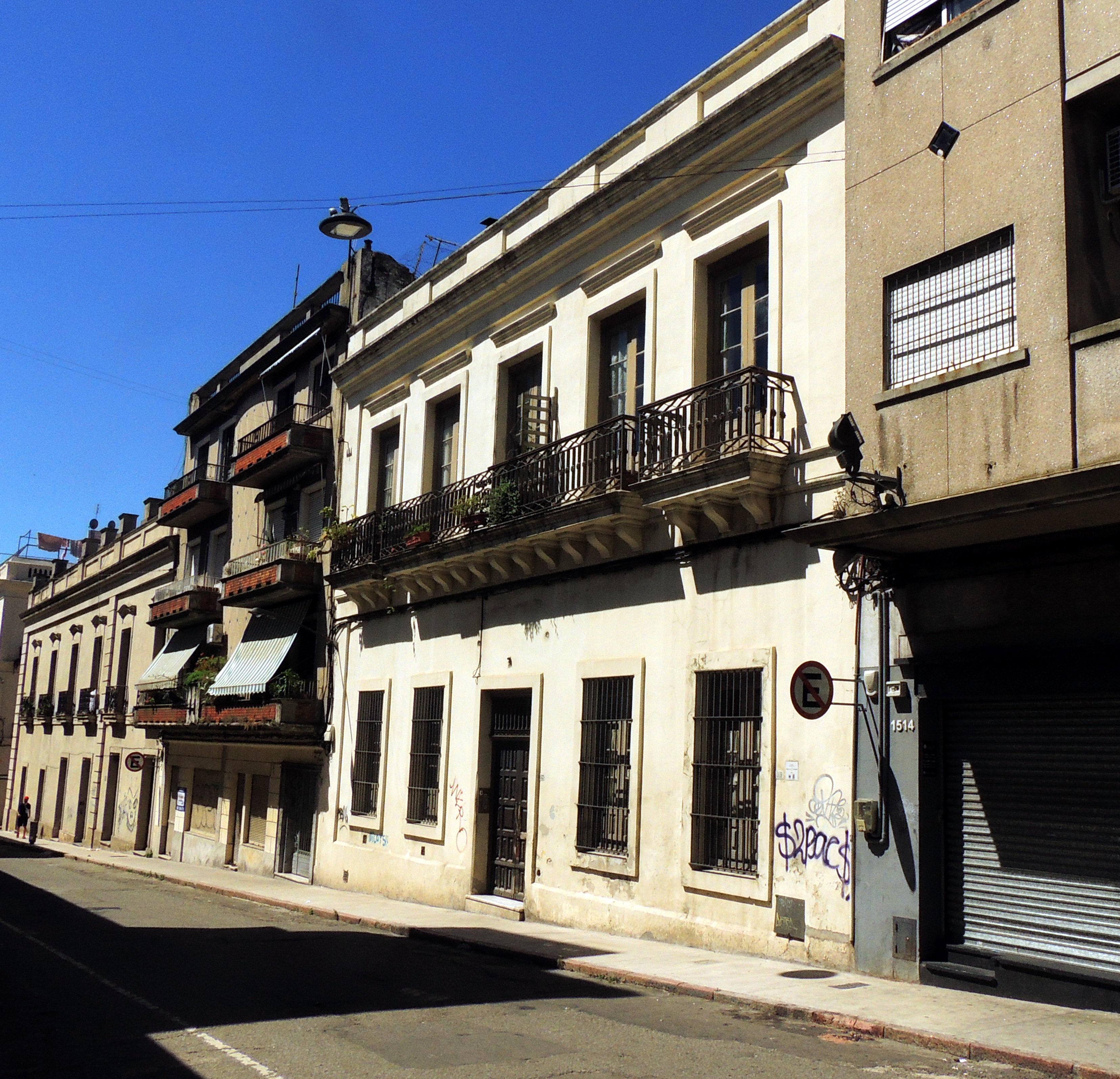
Solar de Burgues in Montevideo

Solar de Burgues ist ein Bauwerk in der uruguayischen Landeshauptstadt Montevideo.
Das Mitte des 19. Jahrhunderts als Wohnhaus von Félix Buxareo errichtete Gebäude befindet sich in der Ciudad Vieja an der Calle Ituzaingó 1522 zwischen den Straßen Piedras und Cerrito. Angaben über den Architekten des Bauwerks sind nicht vorhanden. Das zwölf Meter hohe, zweistöckige Gebäude verfügt über eine Grundfläche von 657 m² und beherbergt Wohn-Appartements. 1989 fanden Restaurierungsarbeiten unter Leitung der Architekten J. Villar Marcos und S. Pascale statt.
Seit 1986 ist das Gebäude als Monumento Histórico Nacional klassifiziert.